# Okres Mladá Boleslav
Der Okres Mladá Boleslav (deutsch: Bezirk Jungbunzlau) ist ein Bezirk im Norden des Středočeský kraj in Tschechien. In der Mitte wird er halbiert durch die Jizera (Iser) und dehnt sich länglich vom hügeligen Norden zum ebenen Süden aus. Höchster Punkt ist Mužský vrch (463 Meter), der tiefste Punkt die Mündung der Jizera in die Elbe (170 Meter).
Der drittgrößte Bezirk im Kreis hat eine Fläche von 1.023 km² und 115.000 Einwohner, die in 120 Gemeinden leben. In den acht Städten des Bezirks Mladá Boleslav, Benátky nad Jizerou, Mnichovo Hradiště, Bělá pod Bezdězem, Bakov nad Jizerou, Kosmonosy, Dobrovice und Dolní Bousov leben 67 % aller Einwohner. Mit einem Altersindex von 89,7 und dem Durchschnittsalter von 39,4 gehört er zu den Regionen mit einer günstigen demographischen Situation.
In dem Bezirk entwickelte sich schon früh die Industrie. Textil-, Papier- und metallverarbeitende Betriebe lösten zum Teil die Landwirtschaft ab. Nach 1895 kam der Automobilbau hinzu, gegründet von Laurin & Klement, die heutigen Škoda-Werke. Neben diesem größten Arbeitgeber sind noch folgende Großbetriebe zu nennen: TRW-carr, Delphi Packard Electric, Delphi Czech Republic, Behr Czech, AKUMA, SAI Automotive Bohemia. Im Süden werden in der Landwirtschaft vor allem Getreide und Zuckerrüben angebaut, teilweise auch Gemüse.
54 % der Einwohner gehen einer Beschäftigung nach, davon 44 % im verarbeitenden Gewerbe. Die Löhne erreichen mit 19.180 Kronen das höchste Niveau außerhalb von Prag. Die Arbeitslosigkeit beträgt 5,2 % und ist damit eine der niedrigsten in der Republik.

## Sehenswürdigkeiten
Der Bezirk hat auch einen reichen Fundus an historischen und kulturellen Denkmälern in allen architektonischen Stilrichtungen:
- Romanische Kirchen in Vinec, Mohelnice und Michalovice
- Burg Mladá Boleslav
- Ruine der Burg Michalovice
- Burg Zvířetice und Burg Dražice
- Schloss Mnichovo Hradiště, Schloss Kosmonosy, Schloss Benátky nad Jizerou, Schloss Bezna, Schloss Vlčí Pole, Schloss Neměřice, Schloss Skalsko, Schloss Košátky.

Zu Naturdenkmälern gehören Drábské světničky und Jabkenická obora. Hier lebte eine Zeit lang der Komponist Bedřich Smetana.
Staatlich geschützte Naturparks sind Český ráj, Rečkov, Klokočka und Radouč sowie Černý orel, Lom u Chrástu, Skalní sruby Jizery und Vrch Baba u Kosmonos.

## Städte und Gemeinden
Bakov nad Jizerou – Bělá pod Bezdězem – Benátky nad Jizerou – Bezno – Bílá Hlína – Bítouchov – Boreč – Boseň – Bradlec – Branžež – Brodce – Březina – Březno – Březovice – Bukovno – Ctiměřice – Čachovice – Čistá – Dalovice – Dlouhá Lhota – Dobrovice – Dobšín – Dolní Bousov – Dolní Krupá – Dolní Slivno – Dolní Stakory – Domousnice – Doubravička – Horky nad Jizerou – Horní Bukovina – Horní Slivno – Hrdlořezy – Hrušov – Husí Lhota – Charvatce – Chocnějovice – Chotětov – Chudíř – Jabkenice – Jivina – Jizerní Vtelno – Josefův Důl – Katusice – Klášter Hradiště nad Jizerou – Kluky – Kněžmost – Kobylnice – Kochánky – Kolomuty – Koryta – Kosmonosy – Kosořice – Košátky – Kováň – Kovanec – Krásná Ves – Krnsko – Kropáčova Vrutice – Ledce – Lhotky – Lipník – Loukov – Loukovec – Luštěnice – Mečeříž – Mladá Boleslav – Mnichovo Hradiště – Mohelnice nad Jizerou – Mukařov – Němčice – Nemyslovice – Nepřevázka – Neveklovice – Niměřice – Nová Telib – Nová Ves u Bakova – Obrubce – Obruby – Pěčice – Pětikozly – Petkovy – Písková Lhota – Plazy – Plužná – Prodašice – Předměřice nad Jizerou – Přepeře – Ptýrov – Rabakov – Rohatsko – Rokytá – Rokytovec – Řepov – Řitonice – Sedlec – Semčice – Sezemice – Skalsko – Skorkov – Smilovice – Sojovice – Sovínky – Strašnov – Strážiště – Strenice – Sudoměř – Sukorady – Tuřice – Ujkovice – Velké Všelisy – Veselice – Vinařice – Vinec – Vlkava – Vrátno – Všejany – Zdětín – Žďár – Žerčice – Židněves